# Чаниште
Чаниште (мкд. Чаниште) је насеље у Северној Македонији, у јужном делу државе. Чаниште припада општини Прилеп.

## Географија
Насеље Чаниште је смештено у јужном делу Северне Македоније. Од најближег већег града, Прилепа, насеље је удаљено 40 km јужно (путем).
Чаниште се налази у западном делу високопланинске области Маријово, као једно од најзабаченијих, али и етнички најчистијих делова православног словенског живља на тлу Македоније. Насеље је положено источно Селечке планине. Јужно од насеља протиче Црна река. Надморска висина насеља је приближно 600 метара.
Клима у насељу је планинска због знатне надморске висине.

## Становништво
По попису становништва из 2002. године, Чаниште је имало 47 становника. Почетком 20. века ту је живело преко 600 становника.
Претежно становништво у насељу су етнички Македонци (100%).
Већинска вероисповест у насељу је православље.